# Rellen tijdens Dinamo Zagreb - Rode Ster Belgrado in 1990
De rellen tijdens Dinamo Zagreb - Rode Ster Belgrado vonden plaats op 13 mei 1990 in het Maksimirstadion in Zagreb. Voorafgaand en tijdens de wedstrijd kwam het tot hevige ongeregeldheden tussen supporters van de harde kernen van beide ploegen en de oproerpolitie. Meer dan zestig mensen raakten hierbij gewond.

## Aanleiding en verloop van de rellen
Enkele weken voor de wedstrijd vonden in Kroatië de eerste vrije verkiezingen in 50 jaar plaats, waarbij de nationalisten onder leiding van Franjo Tudjman een overweldigende meerderheid behaalden.
Dinamo middenvelder Zvonimir Boban schopte bij de rellen een politieagent, hetgeen hem op een schorsing van zes maanden kwam te staan. Hierdoor miste hij dus het WK in Italië. Enkele weken later was er in hetzelfde stadion opnieuw een incident. Ditmaal bij de vriendschappelijke interland tussen Joegoslavië en Nederland ter voorbereiding op datzelfde toernooi. Voorafgaand aan de wedstrijd werd het Joegoslavische volkslied massaal uitgefloten en tijdens de wedstrijd werden spelers en coach van Joegoslavië voortdurend uitgejouwd. Beide wedstrijden bleken een voorbode te zijn van de hevige etnische spanningen en het opkomende nationalisme in het voormalige Joegoslavië.

## Bron
- Dit artikel of een eerdere versie ervan is een (gedeeltelijke) vertaling van het artikel Dinamo Zagreb–Red Star Belgrade riot op de Engelstalige Wikipedia, dat onder de licentie Creative Commons Naamsvermelding/Gelijk delen valt. Zie de bewerkingsgeschiedenis aldaar.